# Episodi di Maigret (serie televisiva 2016)
Gli episodi della serie televisiva Maigret vanno in onda sul canale britannico ITV dal 28 marzo 2016. 
In Italia, gli episodi vengono trasmessi dal 15 dicembre 2017 sul canale satellitare La EFFE della piattaforma Sky.
Fino al 2017 sono stati prodotti quattro episodi della durata di circa 87 minuti trasmessi nell'arco di due stagioni.
| Stagione | Titolo originale                  | Titolo italiano              | Prima TV UK      | Prima TV Italia  |
| -------- | --------------------------------- | ---------------------------- | ---------------- | ---------------- |
| 1        | Maigret Sets a Trap               | La trappola di Maigret       | 28 marzo 2016    | 15 dicembre 2017 |
| 1        | Maigret's Dead Man                | L'uomo morto di Maigret      | 25 dicembre 2016 | 22 dicembre 2017 |
| 2        | Maigret's Night at the Crossroads | Il crocevia delle tre vedove | 16 aprile 2017   | 26 gennaio 2018  |
| 2        | Maigret in Montmartre             | Maigret al Picratt's         | 24 dicembre 2017 | 2 febbraio 2018  |